# Lu Yunxiu
Lu Yunxiu (Zhangzhou, 6 de septiembre de 1996) es una deportista china que compite en vela en la clase RS:X.
Participó en los Juegos Olímpicos de Tokio 2020, obteniendo una medalla de oro en la clase RS:X. Ganó tres medallas en el Campeonato Mundial de RS:X entre los años 2017 y 2019.

## Palmarés internacional
| \| Juegos Olímpicos \| Juegos Olímpicos \| Juegos Olímpicos \| Juegos Olímpicos \| \| Año \| Lugar \| Medalla \| Clase \| \| ------------------ \| ------------------ \| ----------------- \| ---------------- \| \| 2020 \| Tokio (Japón) \| Medalla de oro \| RS:X \| \| Campeonato Mundial \| \| \| \| \| Año \| Lugar \| Medalla \| Clase \| \| 2017 \| Enoshima (Japón) \| Medalla de bronce \| RS:X \| \| 2018 \| Aarhus (Dinamarca) \| Medalla de bronce \| RS:X \| \| 2019 \| Torbole (Italia) \| Medalla de oro \| RS:X \| |                    |                   |       |
| Juegos Olímpicos |                    |                   |       |
| Año | Lugar              | Medalla           | Clase |
| 2020 | Tokio (Japón)      | Medalla de oro    | RS:X  |
| Campeonato Mundial |                    |                   |       |
| Año | Lugar              | Medalla           | Clase |
| 2017 | Enoshima (Japón)   | Medalla de bronce | RS:X  |
| 2018 | Aarhus (Dinamarca) | Medalla de bronce | RS:X  |
| 2019 | Torbole (Italia)   | Medalla de oro    | RS:X  |